# Castagna (Carlopoli)
Castagna è stato un comune della provincia di Catanzaro autonomo dal 1832 al 1869, allorché fu soppresso e unito al comune di Carlopoli di cui è l'unica frazione.

## Storia
Il territorio di Castagna, montuoso, localizzato nella Sila Piccola, è appartenuto per molti secoli all'Università di Scigliano, un casale di Cosenza, nella provincia della Calabria Citeriore. Era chiamata un tempo Trempa della Castagna. Gli abitanti provengono principalmente dalla frazione Diano di Scigliano.
Con lo smembramento di Scigliano, nel 1807, Castagna fu assegnata al comune di Soveria Mannelli, e assieme a Soveria nel 1816 entrò a far parte della neocostituita provincia della Calabria Ulteriore Seconda, con capoluogo Catanzaro.
Il 23 settembre 1832 Castagna, insieme col villaggio Colla, si separò da Soveria Mannelli per formare comune autonomo, che tuttavia non ebbe lunga vita. Dopo l'unità d'Italia, infatti, il consiglio provinciale di Catanzaro, constatato che le entrate comunali non erano sufficienti a coprire neanche le spese obbligatorie, nella seduta del 25 settembre 1867 ne prospettò la soppressione e l'unione del territorio del capoluogo Castagna al comune Carlopoli, nonché quella della frazione Colla al comune Soveria Mannelli. Contrariamente alle aspettative, con D.R. 23 agosto 1869 fu assegnato a Carlopoli l'intero territorio comunale, compresa Colla. Quest'ultima frazione, distante 15 km da Carlopoli e 3,5 km da Soveria, tornò tuttavia a Soveria Mannelli con decorrenza dal 1º gennaio 1871.
Castagna ha fatto parte della diocesi di Martirano fino al 1818 quando, per gli effetti della Bolla Pontificia De utiliori, in seguito al concordato fra la Santa Sede e il Regno delle Due Sicilie, la diocesi di Martirano fu soppressa e aggregata a quella di Nicastro. Nel settembre 1986, in seguito alla revisione delle diocesi italiane secondo il criterio della provincialità civile, mentre le parrocchie di Panettieri (con cui per secoli gli abitanti di Castagna hanno condiviso il parroco) sono passate dalla diocesi di Nicastro (che, nell'occasione ha cambiato denominazione in diocesi di Lamezia Terme) all'arcidiocesi di Cosenza-Bisignano, la parrocchia di Castagna è passata dalla diocesi di Nicastro all'arcidiocesi di Catanzaro-Squillace, perché il comune di Carlopoli apparteneva a quest'ultima diocesi. Successivamente, con decreto 18 settembre 1989 della Santa Sede, anche la parrocchia di Panettieri è stata aggregata alla diocesi di Catanzaro-Squillace, sebbene il comune di Panettieri sia in provincia di Cosenza.
Nella seconda metà del XIX secolo Emilio Leo creò a Castagna la prima industria tessile calabrese sfruttando la forza motrice delle acque del Corace; più tardi Leo si trasferì a Soveria Mannelli e in quest'ultima cittadina il Lanificio Leo, una fabbrica fondata nel 1873, continua nella produzione di tessuti utilizzando gli antichi macchinari ottocenteschi.

## Monumenti e luoghi d'interesse

### Architetture religiose
- Nei pressi dell'abitato di Castagna sono visibili le imponenti rovine dell'abbazia di Santa Maria di Corazzo, detta comunemente abbazia di Corazzo, di cui fu abate Gioacchino da Fiore. L'abbazia, il cui nome è legato etimologicamente al nome del fiume Corace, fu fondata nel X secolo dai benedettini e ricostruita successivamente, nel XII secolo, dai monaci cistercensi. Distrutta dal disastroso terremoto del 1783, la soppressione decretata dal governo di Giuseppe Bonaparte nel 1807 ne impedì la ricostruzione e ne determinò la rovina fisica, per cui della famosa abbazia attualmente restano soltanto dei ruderi. L'abbazia di Corazzo è monumento nazionale.
- La chiesa parrocchiale dello Spirito Santo, edificata nel XVI secolo come chiesa rurale, divenne parrocchia nel 1612. Possiede numerose opere provenienti dall'abbazia di Corazzo, fra cui un altare e l'organo settecentesco, nonché un medaglione raffigurante la Madonna con il Bambino, incastonato in una colonna.

## Amministrazione

### Sindaci
- Antonio Arcuri (1833-1834)
- Ferdinando Scalzo (1834-1835)
- Filippo Scalzo (1836-1839)
- Giuseppe Guzzi (1840-1841)
- Bruno De Fazio (1842-1844)
- Nicola Guzzi (1845)
- Giuseppe Scalise (1846-1848)
- Annibale Graziano (1848-1851)
- Francesco Guzzi (1852-1854)
- Nicola Guzzi (1855-1857)
- Antonio Melino (1858-1859)
- Paolo Le Porte (1860-1864)
- Eugenio Sacchi (1865-1869)